# مانويل ريتاميرو
مانويل ريتاميرو فريلي (بالإسبانية: Manuel Retamero Fraile)‏ الشهير باسم مانويل ريتاميرو (1 ديسمبر 1974) مدرب كرة قدم إسباني يتولى حاليا تدريب نادي الدرجة الثانية البديع من 2016.

## السيرة الذاتية
بدأت فريل مسيرته التدريبية مع ريال بيتيس قبل أن يصبح مدرب لفريق فيا دي سيمانكاس في عام 2002. بقي مع فيا دي سيمانكاس موسم واحد. في عام 2007 تولى تدريب إيسكار الإسباني الذي ينافس في الدرجة الرابعة لمدة ثلاث سنوات حيث احتل الترتيب الثاني عشر ثم الحادي عشر ثم العاشر على التوالي.
في عام 2010 تولى تدريب رديف ريال بلد الوليد لمدة موسم واحد. في نهاية الموسم احتل المركز الخامس في الدرجة الثالثة.
في عام 2012 تولى تدريب منتخب البحرين تحت 19 سنة لمدة ثلاث سنوات. شارك المنتخب في تصفيات بطولة آسيا تحت 19 سنة لكرة القدم 2014 حيث أوقعته القرعة في المجموعة الخامسة التي أقيمت على ملعب ملعب فيصل الحسيني الدولي في قرية الرام بالضفة الغربية. حيث تعادل مع فلسطين المستضيف 1-1 وخسر من عمان 0-2 ليحتل المركز الثالث والأخير في المجموعة ولم يتأهل إلى النهائيات التي أقيمت في ميانمار.
في عام 2015 تولى تدريب أيزاول الذي ينافس في الدوري الهندي للمحترفين. في نهاية الموسم احتل الفريق المركز الثامن قبل الأخير وهبط إلى الدرجة الثانية.
في عام 2016 تولى تدريب البديع الذي ينافس في الدرجة الثانية.